# Agathonas Iakovidis
Agathonas Iakovidis (grekiska: Αγάθωνας Ιακωβίδης), född 2 januari 1955 i Evangelismos nära Thessaloniki, död 5 augusti 2020 i Thessaloniki, var en grekisk sångare och musiker. Han är en av Greklands mest folkkära artister och räknas som sin generations främste tolkare av rebetikomusik.

## Karriär

### Eurovision Song Contest 2013
Den 18 februari 2013 vann Iakovidis Greklands nationella uttagningsfinal till Eurovision Song Contest 2013 med låten "Alcohol Is Free" som han framförde tillsammans med musikgruppen Koza Mostra, låten slutade på sjätte plats.

## Diskografi

### Singlar
- 2013 - "Alcohol Is Free"